# Annibale Capalti
Annibale Capalti (Roma, 21 gennaio 1811 – Roma, 18 ottobre 1877) è stato un cardinale italiano.
Venne nominato da papa Pio IX.

## Biografia
Nacque a Roma il 21 gennaio 1811.
Papa Pio IX lo elevò al rango di cardinale nel concistoro del 13 marzo 1868.
Morì il 18 ottobre 1877 all'età di 66 anni.